# Umberto Fraccacreta
Umberto Fraccacreta (San Severo, 29 giugno 1892 – San Severo, 22 febbraio 1947) è stato un poeta italiano.

## Biografia
Terzo di sette figli, appartenne a una famiglia di rilievo della città. Studente liceale nella vicina Lucera, si laureò in giurisprudenza a Roma, mostrando un particolare interesse per le lettere.
Appassionato di musica, abile pianista, cultore di lettere greche e latine, nonché moderne, francesi, tedesche ed inglesi, era un uomo dagli ampi orizzonti mentali.
Risiedette per qualche tempo nella capitale, poi tornò a San Severo per dedicarsi alla cura delle sue proprietà terriere. Si spense a 55 anni.

## Opere
La sua prima raccolta poetica è Poemetti (1929), con la prefazione del suo ex docente liceale Manara Valgimigli. Nei Poemetti domina la scoperta della terra nativa, della sua Capitanata, vista come un microcosmo fortemente significativo, un lembo di realtà nel quale cercare la quiete e le risposte all'angoscia dei giorni, sforzandosi di placare ogni dubbio nell'obbedienza alle leggi immutabili della natura. In questo approdo letterario Fraccacreta portava con sé i suoi modelli classicistici, dalla tradizione georgica a Pascoli e d'Annunzio, e romantici, ma anche la sicurezza delle sue scelte, che si rivela sin dal titolo, utilizzato malgrado fosse stato reso celebre dal poeta di San Mauro.
Molto noto è il poemetto Il Pane, celebrazione dell'epopea del lavoro degli uomini, che hanno cambiato il volto del Tavoliere. Del 1931 è la silloge Elevazione, nella quale trovano spazio gli estri poetici del Fraccacreta, che polemizza contro i futuristi e riafferma la serietà della sua ispirazione. Nel 1934 è la volta dei Nuovi poemetti. La vena più sentimentale trova un suo momento di felicissima concentrazione nella densa e misteriosa atmosfera di Cantoria, mentre La terra si ricollega a Il Pane.
Nel 1936 la Cappelli di Bologna pubblica i Motivi lirici, un testo centrale nella produzione di Fraccacreta, bello quanto malinconico, contraddistinto dal senso della labilità della vita umana e dalla vanità dell'amore, il sentimento che domina nelle due composizioni che ne formano l'ossatura, Ignota e Straniera.  Due misteriose figure di donna appaiono e scompaiono nella pagina fraccacretiana, portando già nel nome il segno della loro diversità, della loro transitorietà. Nel 1938 il francese Pierre de Montéra, colpito dalla musicalità del volume, trasporterà nella sua lingua gran parte del libro, dando alle stampe Deux poèmes d'amour.
Quando Fraccacreta pubblicherà il suo successivo, breve volume, Antea, siamo nel 1942, in tempo di guerra, e l'ascendenza dannunziana appare evidente, molto più che nel precedente libro, anche se, in fondo, tra i due personaggi non c'era pressoché nulla in comune. In generale, Fraccacreta è un poeta etico, d'Annunzio è un esteta, ma il Pugliese viene conquistato dall'amore per la parola creatrice, intesa come evocatrice di stati d'animo suggestivi, di gradevoli e inconsueti scenari. Il mondo del sogno, ora, tanto più desiderato, di fronte al rumore delle armi, è lontano dalla sua terra nativa e predilige le rive di quel lago di Como dove egli amava villeggiare.
Più denso e composito è Amore e terra (1943), dal titolo molto significativo, che comprende anche composizioni della fine degli anni Trenta. Il negativo del mondo si prende la sua aperta rivincita in Vivi e morti, dove la guerra si accampa in primo piano, ispirando una poesia di commossa meditazione, che si posa su rovine e defunti, senza mai indulgere all'odio o alla faziosità, e soprattutto, senza mai rinunciare ad una speranza soffusa di certezze cristiane. Il libro, pubblicato prima nel 1944, poi in edizione aumentata nel 1945, trova il suo messaggio finale nella lirica Risorgeremo. Fraccacreta non è tentato né dalle certezze dell'ideologia né da facili illusioni; il suo verso vola in alto e parla di una pace auspicata dagli stessi scomparsi, facendo appello ad un futuro di concordia. Nello stesso 1945 appare la collana di sonetti Sotto i tuoi occhi, dedicata alla memoria della madre, Angiolina Sassi.
Fraccacreta muore mentre era intento a preparare un volume con la Laterza di Bari, che apparirà postumo nel 1948, con il titolo di Ultimi canti. Postume appariranno anche le tre traduzioni pascoliane, comprese nel celebre volume di Carmina pubblicato dalla Mondadori nel 1951. 
Di recente, sono stati editi due suoi racconti, trovati tra le sue carte, Le inseparabili e La signora Giovanna, preziosi per completare il quadro di un raffinato ed importante intellettuale pugliese, di cui oggi si riprende a parlare sempre più spesso. Non a caso nel 1997 il suo nome è stato incluso nel Dizionario Biografico degli Italiani della Treccani.